# Wiener Premierenbesetzungen des Rheingolds

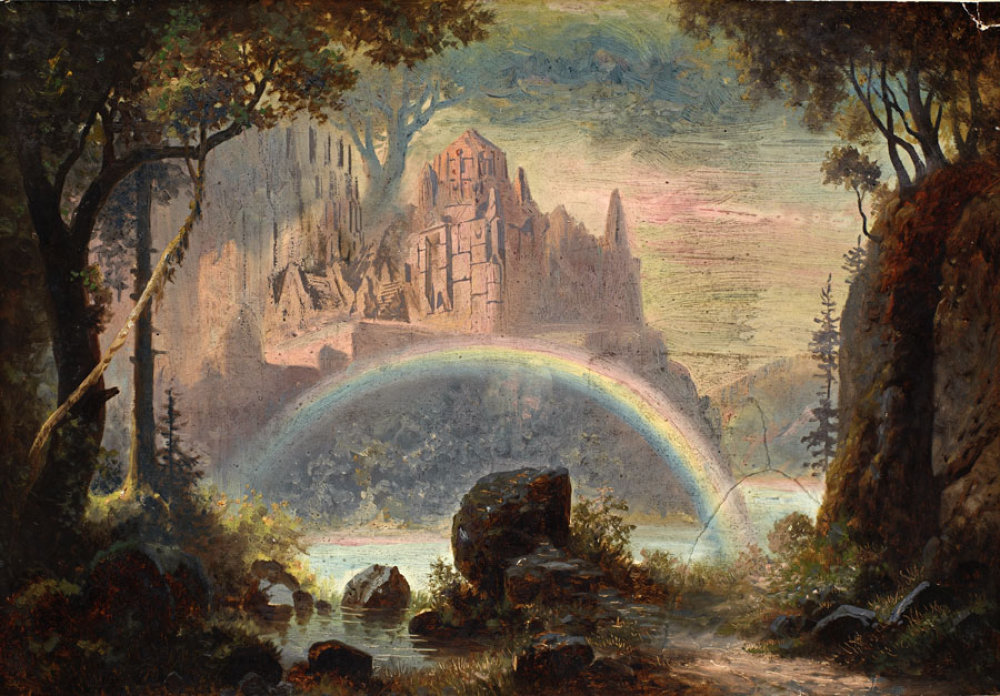
Entwurf von Hermann Burghart zu Rheingold, Wien 1878

Die Wiener Premierenbesetzungen des Rheingolds listen alle Mitwirkenden an den Neuinszenierungen von Richard Wagners Das Rheingold auf, die seit der Wiener Erstaufführung im Jänner 1878 an der k. u. k Hofoper, der heutigen Staatsoper, stattgefunden haben.

## Hintergrund
Traditionell kommt es zu erheblichen Überschneidungen der Wiener und Bayreuther Besetzungen, da im Ensemble der Wiener Hofoper eine Reihe von Sängern verpflichtet waren, die für Richard Wagners Erstaufführung des Ring des Nibelungen unerlässlich waren. Im 20. und 21. Jahrhundert erklären sich die Überschneidungen dadurch, dass sowohl die Bayreuther Festspiele, als auch die Wiener Staatsoper bemüht sind, die jeweils weltweit beste Besetzung zu verpflichten. Eine direkte Konkurrenz besteht nicht, da die Wiener Staatsoper während der Bayreuther Festspielzeit (im Juli und August) geschlossen ist.

## Die Premierenbesetzungen
In der sechsten Spalte sind die Aufführungszahlen der jeweiligen Inszenierung angegeben. Für die Erstaufführung 1877 und für die Neuinszenierung 1907 ist weder ein Regisseur, noch ein Spielleiter angegeben. Die Bechtolf-Inszenierung steht nach wie vor auf dem Spielplan der Staatsoper. Die angegebenen Aufführungszahl beschreibt den Stand von Jänner 2017.
| Erstaufführung, 24. Jänner 1878, Dirigent: Hans Richter, Bühnenbilder: Carlo Brioschi, Hermann Burghart, Johann Kautsky und Anton Brioschi, Kostüme: Franz Xaver Gaul |                                                         |                                       |                                                                 |                                                       |    |
| Emil Scaria Eduard Nawiasky Anton Schittenhelm | Gustav Walter Johann Nepomuk Beck Viktor Schmitt        | Hans Rokitansky August Egon Hablawetz | Mila Kupfer-Berger Bertha von Dillner Hedwig Reicher-Kindermann | Hermine von Siegstädt Auguste Kraus Ernestine Gindele | 61 |
| Neuinszenierung, 23. Jänner 1905, Dirigent: Gustav Mahler, Ausstattung: Alfred Roller, Anton Brioschi                                                                 |                                                         |                                       |                                                                 |                                                       |    |
| Leopold Demuth Friedrich Weidemann Georg Maikl | Erik Schmedes Alexander Haydter Hans Breuer             | Richard Mayr Franz Schwarz            | Anna Mildenburg Marie Gutheil-Schoder Josie Petru               | Elise Elizza Jenny Pohlner Hermine Kittel             | 91 |
| Lothar Wallerstein, 17. Oktober 1928, Dirigent: Wilhelm Furtwängler, Ausstattung: Alfred Roller, Robert Kautsky                                                       |                                                         |                                       |                                                                 |                                                       |    |
| Emil Schipper Viktor Madin Josef Kalenberg | Richard Schubert Hermann Wiedemann William Wernigk      | Franz Markhoff Nicola Zec             | Helene Wildbrunn Luise Helletsgruber Enid Szántho               | Marie Gerhart Aenne Michalsky Bella Paalen            | 69 |
| Herbert von Karajan, 23. Dezember 1958, Dirigent: Herbert von Karajan, Ausstattung: Emil Preetorius                                                                   |                                                         |                                       |                                                                 |                                                       |    |
| Hans Hotter Eberhard Waechter Waldemar Kmentt | Wolfgang Windgassen Alois Pernerstorfer Peter Klein     | Oskar Czerwenka Gottlob Frick         | Ira Malaniuk Gré Brouwenstijn Marga Höffgen                     | Wilma Lipp Sena Jurinac Hilde Rössel-Majdan           | 40 |
| Filippo Sanjust, 22. März 1981, Dirigent: Zubin Mehta, Ausstattung: Filippo Sanjust                                                                                   |                                                         |                                       |                                                                 |                                                       |    |
| Hans Sotin Reid Bunger Josef Hopferwieser | Peter Schreier Gottfried Hornik Heinz Zednik            | Karl Ridderbusch Bengt Rundgren       | Brigitte Fassbaender Gundula Janowitz Christa Ludwig            | Marjorie Vance Rohangiz Yachmi Marjana Lipovšek       | 8  |
| Adolf Dresen, 14. Oktober 1992, Dirigent: Christoph von Dohnányi, Ausstattung: Herbert Kapplmüller                                                                    |                                                         |                                       |                                                                 |                                                       |    |
| Robert Hale Monte Pederson Kurt Schreibmayer | Siegfried Jerusalem Franz Josef Kapellmann Heinz Zednik | Kurt Rydl Walter Fink                 | Uta Priew Adrianne Pieczonka Jadwiga Rappé                      | Gabriele Fontana Gabriele Sima Margareta Hintermeier  | 34 |
| Sven-Eric Bechtolf, 2. Mai 2009, Dirigent: Franz Welser-Möst, Ausstattung: Rolf Glittenberg, Marianne Glittenberg, Video: Friedrich Zorn (nach wie vor im Repertoire) |                                                         |                                       |                                                                 |                                                       |    |
| Juha Uusitalo Markus Eiche Gergely Németi | Adrian Eröd Tomasz Konieczny Herwig Pecoraro            | Sorin Coliban Ain Anger               | Janina Baechle Ricarda Merbeth Anna Larsson                     | Ileana Tonca Michaela Selinger Elisabeth Kulman       | 15 |

Quellen für die Besetzungslisten: Archiv der Wiener Staatsoper, Programmheft der Bechtolf-Inszenierung vom 2. Mai 2009, Spielplan der Wiener Oper 1869 bis 1955.